# Ядерна енергетика Індії
Ядерна енергетика виробляє 3,38 % електроенергії в Індії. Станом на липень 2018 року, Індія має 22 дієвих промислових ядерних реакторів загальною потужністю 6,2 ГВт. У країні будується шість нових реакторів загальною потужністю близько 3,9 ГВт.
Індія однією з перших країн, що розвиваються, розпочала практичне застосування ядерної енергії з мирною метою. У галузі атомної технології був створений повний цикл, що включає розвідку, видобуток, очищення і перероблення ядерних матеріалів, виробництво паливних тепловидільних збірок для реакторів (комплекс із виробництва ядерного палива — монополіст у Індії), експлуатацію атомних електростанцій (англ. Nuclear Power Corporation of India — єдина експлуатуюча АЕС організація в Індії).

## Передумови розвитку ядерної енергетики в Індії
Проєктам використання ядерної енергії в Індії приділялася серйозна увага буквально з перших місяців незалежності. Це обумовлено своєрідністю природної бази паливно-енергетичних ресурсів Індії. Результати розвідки на нафту були незначні, і до 1947 року в Індії було одне родовище нафти в Дігбі (штат Ассам). Наступні дослідження підкреслили обмеженість запасів нафти в країні, тому Індія стала найбільшим імпортером нафти серед країн, що розвиваються. За даними на 2005 рік, Індія має 5,9 млрд барелів запасів нафти, споживаючи 2 485 барелів на день, чого може вистачити всього лише на 20 років за умови збереження сучасного рівня обсягу видобутку — близько 800 тисяч барелів на день. Разом з тим за споживанням енергоресурсів в розрахунку на душу населення вона має одні з найнижчих показників. Вугілля в Індії не являє собою будь-якої суттєвої альтернативи, оскільки, по-перше, 35 % території Індії припадають на райони, віддалені від родовищ вугілля на відстань понад 800 км, по-друге, вже зараз його споживання, нехай і незначно, але перевищує видобуток (212 і 199 млн тонн нафтового еквівалента відповідно).

## Особливості програми розвитку
Розвиток атомної енергетики в Індії пройшов в кілька етапів. Її зародження відноситься до початку 1950-х років, коли відомий індійський фізик Х. Бхабхі розробив стратегічну програму розвитку індійської атомної енергетики. Програма виходила з того, що поклади урану в Індії скромні порівняно з іншими державами світу, водночас запаси торію величезні. Тому не виключена можливість обмеження у відносно недалекому майбутньому ресурсами урану масштабів розвитку атомної енергетики. Довгострокову трьохстадійну програму розвитку атомної енергетики Індії та перспективи її розвитку Бхабхі пов'язував не з розширенням запасу урану, а з залученням в експлуатацію запасів торію, з розробкою так званого торієвого циклу, що обумовлено своєрідністю ресурсної бази країни.

## Перші АЕС, проблеми та рішення
Перша АЕС була побудована в Тарапур (штат Махараштра) і запущена в 1969 році. Потужність цієї АЕС — 420 тис. КВт. Технічний проект Тарапурської АЕС був розроблений компанією General Electric (США). Вона мала два киплячих легководних реактора. В реакторах в якості ядерного палива використовувався збагачений уран, постачання якого з США були забезпечені угодою на 30-річний термін. Загальна сума кредитів, наданих Індії на будівництво цієї станції, становила 95 млн дол. Але США порушили свої зобов'язання через ряд причин. Останні постачання урану з США були отримані в 1980 році. Ситуація була вирішена підписанням в 1982 році угоди про постачання урану з Франції.
Врахувавши гіркий досвід АЕС в Тарапур, індійські вчені застосували методи використання місцевого урану на наступних атомних електростанціях (в Раджастхані, Мадрасі, Нарора), де були встановлені важководні реактори на природному урані. Реактори цього типу були визнані індійськими фахівцями найбільш відповідним природним ресурсам країни, тому, що невеликий вміст урану його збагачення економічно недоцільно. Уже в 1970-ті роки було вирішено, що технічною базою атомної енергетики Індії в найближчі десятиліття будуть саме ці реактори типу CANDU.
Атомна станція в Раджастані стала першою, де використовувався даний реактор, вона була введена в дію в 1972 році. Основна частина обладнання була проведена в Канаді. З початку 1980-х років раджастанська електростанція діяла на 40 % своєї потужності, режим її роботи характеризується хронічними технічними неполадками. Частково всі ці проблеми можна пояснити припиненням технічного сприяння Канади, частково поганим станом енергосистеми, з якої вона була пов'язана, а також зневагою керівництва до основних технічних правил.
Слід зазначити, що припинення американської і канадської технічної допомоги викликало затримку і збільшення вартості будівництва атомних об'єктів. Крім того, зростання вартості будівництва стало наслідком зростання цін на основні матеріали і обладнання. В результаті фактична вартість Тарапурської атомної станції склала 970 млн рупій при проектній 485 млн, а вартість будівництва першого блоку раджастанської атомної станції збільшилася з 340 млн до 733 млн рупій, другого блоку — з 582 млн до 943 млн рупій.
Виходячи з цих даних, ми можемо проаналізувати проблеми, з якими індійська енергетика зіткнулася в початковий період розвитку своєї атомної галузі. Вони, перш за все, були породжені тими обставинами, що досліджувана галузь перебувала на більш високому технічному рівні, ніж промисловість Індії в цілому. Крім того, ми можемо спостерігати високу залежність від іноземних інвестицій при будівництві АЕС і від постачання сировини протягом їх роботи. Через тридцять років картина зовсім змінилася.

## Стан розвитку ядерної енергетики в даний час
2005 року в Індії здійснений запуск атомного енергоблоку Tarapur-4 потужністю 540 МВт. Цей енергоблок, на якому встановлено характерний для індійського атомного комплексу важководний реактор під тиском PHWR, став після введення в експлуатацію найпотужнішим атомним енергоблоком в Індії. Будівництво цього блоку, так само як і ідентичного Tarapur-3, було розпочато в жовтні 1998 року. Влітку 2004 року на блоці приступили до проведення пуско-налагоджувальних робіт.
Темпи споруди Tarapur-3 дещо відстають від Tarapur-4, однак за станом на початок лютого 2005 року, рівень готовності блоку декларувався рівним 89,2 %. Проте, в цілому індійські атомники випереджали вихідний графік робіт, згідно з яким запуск першого з нових блоків планувався на жовтень 2005 року. На АЕС Tarapur функціонують ще два атомні енергоблоки з реакторами BWR потужністю по 160 МВт.
Проект енергоблоку з реактором PHWR-540 був створений силами фахівців Ядерно-енергетичної корпорації Індії. Все необхідне обладнання було вироблено на індійських підприємствах. Реактор використовує природний уран в якості палива і важку воду як сповільнювач і теплоносій. Tarapur-4 був зданий в експлуатацію в серпні 2005 року. Індія зуміла досягти істотного прогресу в своїй ядерній програмі і розробити оригінальні технології. Залежність Індії від іноземного обладнання та матеріалів в атомній промисловості не перевищує, за оцінками фахівців Комісії з атомної енергії Індії (ДАЕ), 10-15 %. Зараз у країні в експлуатації перебувають 22 атомних енергоблоки, з яких 7 працює на урановому паливі, а 15 - на торієвому. З них тільки п'ять — у Тарапур і Раджастані — перебували під гарантіями МАГАТЕ до підписання Угоди в 2005 році з США. За оцінками фахівців, володіючи необхідним потенціалом і відпрацьованою технологією споруди важководяних реакторів, Індія в найближчій перспективі може стати постачальником даного типу АЕС в інші країни, перш за все — Південної Азії. Сьогодні ДАЕ активно опрацьовує проект будівництва АЕС у В'єтнамі.

## Перелік реакторів
| Назва         | Блок №. | Реактор | Реактор        | Статус      | Чиста потужність (MW) | Початок будівництва | Комерційне використання | Закриття |
| Назва         | Блок №. | Тип     | Модель         | Статус      | Чиста потужність (MW) | Початок будівництва | Комерційне використання | Закриття |
| ------------- | ------- | ------- | -------------- | ----------- | --------------------- | ------------------- | ----------------------- | -------- |
| Бхімпур       | 1       | PHWR    | IPHWR-700      | Заплановано | 630                   |                     |                         |          |
| Бхімпур       | 2       | PHWR    | IPHWR-700      | Заплановано | 630                   |                     |                         |          |
| Бхімпур       | 3       | PHWR    | IPHWR-700      | Заплановано | 630                   |                     |                         |          |
| Бхімпур       | 4       | PHWR    | IPHWR-700      | Заплановано | 630                   |                     |                         |          |
| Чутка         | 1       | PHWR    | IPHWR-700      | Заплановано | 630                   |                     |                         |          |
| Чутка         | 2       | PHWR    | IPHWR-700      | Заплановано | 630                   |                     |                         |          |
| Горакпур      | 1       | PHWR    | IPHWR-700      | Будується   | 630                   | 2018                |                         |          |
| Горакпур      | 2       | PHWR    | IPHWR-700      | Будується   | 630                   | 2018                |                         |          |
| Горакпур      | 3       | PHWR    | IPHWR-700      | Будується   | 630                   | 2020                |                         |          |
| Горакпур      | 4       | PHWR    | IPHWR-700      | Будується   | 630                   | 2020                |                         |          |
| Джайтапур     | 1       | PWR     | EPR            | Заплановано | 1600                  |                     |                         |          |
| Джайтапур     | 2       | PWR     | EPR            | Заплановано | 1600                  |                     |                         |          |
| Джайтапур     | 3       | PWR     | EPR            | Заплановано | 1600                  |                     |                         |          |
| Джайтапур     | 4       | PWR     | EPR            | Заплановано | 1600                  |                     |                         |          |
| Джайтапур     | 5       | PWR     | EPR            | Заплановано | 1600                  |                     |                         |          |
| Джайтапур     | 6       | PWR     | EPR            | Заплановано | 1600                  |                     |                         |          |
| Кайга         | 1       | PHWR    | IPHWR-220      | Функціонує  | 202                   | 1 вересня 1989      | 16 листопада 2000       |          |
| Кайга         | 2       | PHWR    | IPHWR-220      | Функціонує  | 202                   | 1 грудня 1989       | 16 березня 2000         |          |
| Кайга         | 3       | PHWR    | IPHWR-220      | Функціонує  | 202                   | 30 березня 2002     | 6 травня 2007           |          |
| Кайга         | 4       | PHWR    | IPHWR-220      | Функціонує  | 202                   | 10 травня 2002      | 20 січня 2011           |          |
| Кайга         | 5       | PHWR    | IPHWR-700      | Будується   | 630                   |                     |                         |          |
| Кайга         | 6       | PHWR    | IPHWR-700      | Будується   | 630                   |                     |                         |          |
| Какрапар      | 1       | PHWR    | IPHWR-220      | Функціонує  | 202                   | 1 січня 1984        | 6 травня 1993           |          |
| Какрапар      | 2       | PHWR    | IPHWR-220      | Функціонує  | 202                   | 1 квітня 1985       | 1 вересня 1995          |          |
| Какрапар      | 3       | PHWR    | IPHWR-700      | Функціонує  | 630                   | 22 листопада 2010   | 30 липня 2023           |          |
| Какрапар      | 4       | PHWR    | IPHWR-700      | Функціонує  | 630                   | 22 листопада 2010   | 31 березня 2024         |          |
| Коввада       | 1       | PWR     | AP-1000        | Заплановано | 1100                  |                     |                         |          |
| Коввада       | 2       | PWR     | AP-1000        | Заплановано | 1100                  |                     |                         |          |
| Коввада       | 3       | PWR     | AP-1000        | Заплановано | 1100                  |                     |                         |          |
| Коввада       | 4       | PWR     | AP-1000        | Заплановано | 1100                  |                     |                         |          |
| Коввада       | 5       | PWR     | AP-1000        | Заплановано | 1100                  |                     |                         |          |
| Коввада       | 6       | PWR     | AP-1000        | Заплановано | 1100                  |                     |                         |          |
| Кавалі        | 1       | PWR     | ВВЕР-1000      | Заплановано | 917                   |                     |                         |          |
| Кавалі        | 2       | PWR     | ВВЕР-1000      | Заплановано | 917                   |                     |                         |          |
| Кавалі        | 3       | PWR     | ВВЕР-1000      | Заплановано | 917                   |                     |                         |          |
| Кавалі        | 4       | PWR     | ВВЕР-1000      | Заплановано | 917                   |                     |                         |          |
| Кавалі        | 5       | PWR     | ВВЕР-1000      | Заплановано | 917                   |                     |                         |          |
| Кавалі        | 6       | PWR     | ВВЕР-1000      | Заплановано | 917                   |                     |                         |          |
| Куданкулам    | 1       | PWR     | ВВЕР-1000/412  | Функціонує  | 932                   | 31 березня 2002     | 31 грудня 2014          |          |
| Куданкулам    | 2       | PWR     | ВВЕР-1000/412  | Функціонує  | 932                   | 4 липня 2002        | 31 березня 2017         |          |
| Куданкулам    | 3       | PWR     | ВВЕР-1000/412M | Будується   | 917                   | 30 червня 2017      |                         |          |
| Куданкулам    | 4       | PWR     | ВВЕР-1000/412M | Будується   | 917                   | 31 жовтня 2017      |                         |          |
| Куданкулам    | 5       | PWR     | ВВЕР-1000/412M | Будується   | 917                   | 29 червня 2021      |                         |          |
| Куданкулам    | 6       | PWR     | ВВЕР-1000/412M | Будується   | 917                   | 20 грудня 2021      |                         |          |
| Мадрас        | 1       | PHWR    | IPHWR-220      | Функціонує  | 205                   | 1 січня 1971        | 27 січня 1984           |          |
| Мадрас        | 2       | PHWR    | IPHWR-220      | Функціонує  | 205                   | 1 жовтня 1972       | 21 березня 1986         |          |
| Мадрас        | 3       | FBR     | PFBR           | Будується   | 500                   | 23 жовтня 2004      | Н/Д                     |          |
| Мадрас        | 4       | FBR     | FBR-600        | Заплановано | 600                   | Н/Д                 | Н/Д                     |          |
| Мадрас        | 5       | FBR     | FBR-600        | Заплановано | 600                   | Н/Д                 | Н/Д                     |          |
| Махі Бансвара | 1       | PHWR    | IPHWR-700      | Заплановано | 630                   |                     |                         |          |
| Махі Бансвара | 2       | PHWR    | IPHWR-700      | Заплановано | 630                   |                     |                         |          |
| Махі Бансвара | 3       | PHWR    | IPHWR-700      | Заплановано | 630                   |                     |                         |          |
| Махі Бансвара | 4       | PHWR    | IPHWR-700      | Заплановано | 630                   |                     |                         |          |
| Нарора        | 1       | PHWR    | IPHWR-220\     | Функціонує  | 202                   | 1 грудня 1976       | 1 січня 1991            |          |
| Нарора        | 2       | PHWR    | IPHWR-220      | Функціонує  | 202                   | 1 листопада 1977    | 1 липня 1992            |          |
| Раджастан     | 1       | PHWR    | CANDU          | Відключений | 90                    | 1 серпня 1965       | 16 грудня 1973          | 2004     |
| Раджастан     | 2       | PHWR    | CANDU          | Функціонує  | 187                   | 1 квітня 1968       | 1 квітня 1981           |          |
| Раджастан     | 3       | PHWR    | IPHWR-220      | Функціонує  | 202                   | 1 лютого 1990       | 1 червня 2000           |          |
| Раджастан     | 4       | PHWR    | IPHWR-220      | Функціонує  | 202                   | 1 жовтня 1990       | 23 грудня 2000          |          |
| Раджастан     | 5       | PHWR    | IPHWR-220      | Функціонує  | 202                   | 18 вересня 2002     | 4 лютого 2010           |          |
| Раджастан     | 6       | PHWR    | IPHWR-220      | Функціонує  | 202                   | 20 січня 2003       | 31 березня 2010         |          |
| Раджастан     | 7       | PHWR    | IPHWR-700      | Будується   | 630                   | 18 липня 2011       |                         |          |
| Раджастан     | 8       | PHWR    | IPHWR-700      | Будується   | 630                   | 30 вересня 2011     |                         |          |
| Тарапур       | 1       | BWR     | BWR-1, Mark 1  | Функціонує  | 150                   | 1 жовтня 1964       | 28 жовтня 1969          |          |
| Тарапур       | 2       | BWR     | BWR-1, Mark 1  | Функціонує  | 150                   | 1 жовтня 1964       | 28 жовтня 1969          |          |
| Тарапур       | 3       | PHWR    | IPHWR-540      | Функціонує  | 490                   | 12 травня 2000      | 18 серпня 2006          |          |
| Тарапур       | 4       | PHWR    | IPHWR-540      | Функціонує  | 490                   | 8 березня 2000      | 12 вересня 2005         |          |